# Iermek Chinarbaïev
Iermek Chinarbaïev (en kazakh en écriture cyrillique : Ермек Бектасұлы Шынарбаев ; en russe : Ермек Бектасович Шинарбаев) est un réalisateur et producteur de cinéma kazakh né le 24 janvier 1953 à Almaty.

## Biographie
Il étudie à l'Institut national de la cinématographie (VGIK) de Moscou, dans la classe de Boris Babotchkine pour être initialement comédien, puis poursuit ses études à la faculté de réalisation chez Sergueï Guerassimov. Il travaille pour les studios Kazakhfilm depuis 1974. En 1977, il est assistant réalisateur sur le Transsibérien d' Eldor Ourazbaïev. Leur collaboration se renouvelle en 1981, pour le documentaire retraçant la vie de cinéaste kazakh Mazhit Begalin (1922-1978).
En 1982, Chinarbaïev réalise un court métrage, La Belle en deuil, qui est le point de départ de Cœur fragile. Son premier long métrage Ma sœur Lucie réalisé en 1985 reçoit un prix spécial du jury du 7e Festival international du film d'Amiens (1987). Il travaille sur plusieurs scénarios de ses films en tandem avec l'écrivain Anatoli Kim. C'est le cas pour La Flûte de roseau (Mest), qui est présenté au Festival de Cannes en 1989. Le Cœur fragile sortie en 1994 obtient le Prix spécial du jury au Festival international du film de Saint-Sébastien.
Chinarbaïev est membre de l'union des cinéastes de l'URSS et travaille dans la rédaction du journal Iskoustvo Kino.
Ma vie sur le bicorne obtient un Léopard d'or au Festival de Locarno en 1993.
Après la dislocation de l'URSS, alors que le cinéma national traverse une crise, il se tourne vers les projets télévisés. Il produit notamment en 1995 la série Perekrestok [Le Carrefour]. En 2005, il devient le directeur artistique et réalisateur des studios Eurasia Film Production. Il est aussi l'auteur du projet de feuilleton en douze épisodes Astana mon amour («Астана – любовь моя») lancé en 2010,.

## Filmographie

### Cinéma
- 1982 : La Belle en deuil (Красавица в трауре), court-métrage de 40 min.
- 1983 : Nouvelle vague (Новая волна), documentaire
- 1985 : Ma sœur Lucie (Сестра моя, Люся)
- 1987 : Refuge dans la clairière[8] (Выйти из леса на поляну)
- 1989 : La Flûte de roseau (Месть)
- 1993 : Ma vie sur le bicorne (Место на серой треуголке)
- 1994 : Cœur fragile (Слабое сердце)
- 2009 : Lettres à un ange (Письма к ангелу)
- 2014 : La voix des steppes (Голос степей), co-réalisé avec Gérard Depardieu
- 2016 : Aktoty
- 2019 : Leçons de Kazakh

### Télévision
- 1995 : Perekrestok («Перекресток»)
- 2010 : Astana mon amour («Астана – любовь моя»)

### Assistant réalisateur
- 1977 : Transsibérien d'Eldor Ourazbaïev
- 1981 : Mazhit Begalin d'Eldor Ourazbaïev